# Улыбнись!
«Улыбнись!» — второй студийный альбом российского певца Витаса, выпущенный в 2002 году. В заглавной композиции «Улыбнись!», а также в песне «Белоруссия» Витас применяет своё знаменитое пение фальцетом, характерное для «Оперы #2».

## История
Несколько песен из этого альбома вошли в концертную программу «Философия чуда», исполнение которых в Кремле принесло Витасу известность, как самого молодого исполнителя, выступившего с сольным концертом в Государственном Кремлёвском дворце; позже был выпущен DVD с этого концерта.
Заглавный трек «Улыбнись!» получил награды «Золотой граммофон» и «Народный хит».
Трек «Goodbye» был выпущен как сингл, в который вошли 5 различных миксов; треки «Аве, Мария» и «Белоруссия», а также видеоклип на песню «Опера #1» с его предыдущего альбома «Философия чуда». «Goodbye» отличается экстремальным басом Витаса в припеве, в отличие от его более обычного высокого голоса. «Благословенный Гуру» (иногда переводится как «Блаженный Гуру») также имеет партии басовые партии. Названия песен «Goodbye» и «До свидания» (на английском языке как «See You Later») могут вызвать некоторую путаницу, поскольку первое часто переводится как «До свидания».
Альбом также включает исполнение Витасом песни «Аве, Мария» Франца Шуберта с контрастирующим адским оперным концом; укороченная версия без этой концовки вошла в сборник Витаса 2010 года «Шедевры трёх веков».

## Список композиций
| №   | Название                                                  | Текст песни               | Музыка               | Длительность |
| --- | --------------------------------------------------------- | ------------------------- | -------------------- | ------------ |
| 1.  | «Улыбнись!» (Smile!)                                      | Витас Дмитрий Плачковский | Витас                | 3:21         |
| 2.  | «Блаженный гуру» (Blessed Guru)                           | Витас                     | Витас                | 4:29         |
| 3.  | «Восковые фигуры» (Wax Figures)                           | Витас Дмитрий Плачковский | Витас                | 3:39         |
| 4.  | «Плачет чужая тоска» (Someone's Melancholy Is Crying)     | Дмитрий Плачковский       | Витас                | 4:25         |
| 5.  | «Аве Мария» (Ave Maria)                                   | Франц Шуберт              | Франц Шуберт         | 3:30         |
| 6.  | «Холодный мир» (The Cold World)                           | Дмитрий Плачковский       | Владимир Молчанов    | 3:53         |
| 7.  | «Остров затонувших кораблей» (The Island Of Sunken Ships) | Елена Небылова            | Олег Газманов        | 4:44         |
| 8.  | «Фантастические сны» (Fantastic Dreams)                   | Витас Дмитрий Плачковский | Витас                | 3:19         |
| 9.  | «Goodbye» (Goodbye)                                       | Витас                     | Витас                | 4:09         |
| 10. | «Счастье» (Happiness)                                     | Витас                     | Витас                | 3:07         |
| 11. | «Отцвели хризантемы» (Chrysanthemums Have Faded Out)      | Василий Шумский           | Николай Харито       | 3:54         |
| 12. | «Дождь в Тбилиси» (Rain in Tbilisi)                       | А. Ратнер                 | Витас                | 3:36         |
| 13. | «Слепой художник» (Blind Painter)                         | Витас Дмитрий Плачковский | Витас                | 5:15         |
| 14. | «Милая музыка» (Lovely Music)                             | Витас                     | Витас                | 2:50         |
| 15. | «Белоруссия» (Bylorussia)                                 | Николай Добронравов       | Александра Пахмутова | 5:15         |
| 16. | «До свидания» (See You Later (Do Svidaniya))              | Витас Дмитрий Плачковский | Витас                | 4:00         |